# Les Contes de la lune vague après la pluie
Pour plus de détails, voir Fiche technique et Distribution.
Les Contes de la lune vague après la pluie (雨月物語, Ugetsu monogatari) est un film japonais réalisé par Kenji Mizoguchi, sorti en 1953. Inspiré de deux récits du recueil Contes de pluie et de lune de l'écrivain Ueda Akinari et de la nouvelle Décoré ! de Guy de Maupassant, il se déroule dans le Japon féodal du XVIe siècle, en pleine guerre civile, et mélange des éléments surnaturels et réalistes. Il suit les destins croisés de deux paysans ambitieux, joués par Masayuki Mori et Eitarō Ozawa, dont les rêves de richesse et de gloire conduisent à des tragédies, au détriment de leurs épouses, incarnées par Machiko Kyō et Kinuyo Tanaka.
Le film est connu pour sa mise en scène soignée et son atmosphère envoûtante, typiques du style de Mizoguchi, qui parvient à aborder des thèmes tels que la cupidité, l'illusion et la fragilité des relations humaines, tout en utilisant des éléments du folklore japonais. Les subtiles interactions entre monde réel et spirituel, ainsi que la beauté visuelle des plans, ont contribué à faire du film une référence du cinéma japonais.
Il a reçu un accueil international exceptionnel, remportant notamment le Lion d'argent à la Mostra de Venise 1953, et est aujourd'hui considéré comme un chef-d'œuvre du cinéma japonais, souvent cité parmi les plus grandes réalisations de Mizoguchi.

## Synopsis
Genjūrō est un potier qui vit dans un petit village de campagne, Ōmi, au XVIe siècle, avec sa femme, Miyagi, et leur fils, Genichi. Un jour, il part vendre ses pots à la ville en compagnie de son ami Tōbei. Quand Genjūrō revient à Ōmi, il a gagné beaucoup d'argent car la guerre avec l'armée Shibata fait monter les prix. Tōbei, quant à lui, rêve de devenir samouraï et il est resté à la ville pour essayer de rentrer au service d'un samouraï. Il rentrera bien vite chez lui, humilié par de vrais guerriers. Genjūrō veut augmenter sa productivité pour gagner encore plus d'argent.
Cependant, l'invasion d'une armée ennemie les oblige à fuir; ils partent tous pour la ville. En ville, Genjūrō vend une partie de sa production à dame Wakasa, fille d'un samouraï chef de clan. Tōbei achète une armure de samouraï avec sa part de la vente des poteries contre l'avis de sa femme. Elle lui court après pour éviter qu'il ne dépense tout mais ne le retrouve pas et se perd. Elle subit un viol puis devient prostituée.
De son côté, Genjūrō suit dame Wakasa dans sa demeure dans les montagnes pour lui livrer sa commande de poteries. Tout en le félicitant pour la qualité de ses poteries, elle le séduit et il reste dans la demeure de dame Wakasa, comme ensorcelé. Ils deviennent amants sans que Genjūrō ne semble se souvenir qu'il est déjà marié à Miyagi. Ils coulent des jours heureux, et Genjūrō se croit au paradis. Pendant ce temps sa femme, rentrée au village, est contrainte de fuir à nouveau pour échapper aux soldats qui le pillent encore.
Tōbei devient un véritable samouraï après avoir fait croire qu'il a décapité un général de l'armée adverse et demande en récompense de se voir confier un commandement. Il rencontre sa femme devenue prostituée dans une maison de passe où il fait halte.
Genjūrō descendu au village pour faire des achats rencontre un prêtre qui lui dit que la femme qu'il aime est en fait un fantôme, et que son âme est manipulée par des esprits malfaisants. Il ne veut pas le croire, mais cependant accepte l'aide du prêtre en le laissant écrire une prière de protection sur son corps. De retour chez dame Wakasa il se rend compte que le prêtre disait vrai et qu'elle veut le retenir prisonnier dans sa demeure. Pris de panique il s'enfuit et s'endort dehors. Se réveillant le lendemain il se retrouve à côté des ruines du manoir, semblant détruit depuis longtemps.
Il retourne alors à son village et y retrouve sa femme et son fils et s'endort à leurs côtés. À son réveil le chef du village vient le visiter, mais sa femme a disparu. Le chef du village lui apprend qu'elle est morte pendant son absence. Il était donc encore ensorcelé la veille au soir en rentrant chez lui. Il redevient alors potier avec son fils à ses côtés.
Tōbei abandonne son métier de samouraï et rentre lui aussi au village avec sa femme.

## Fiche technique

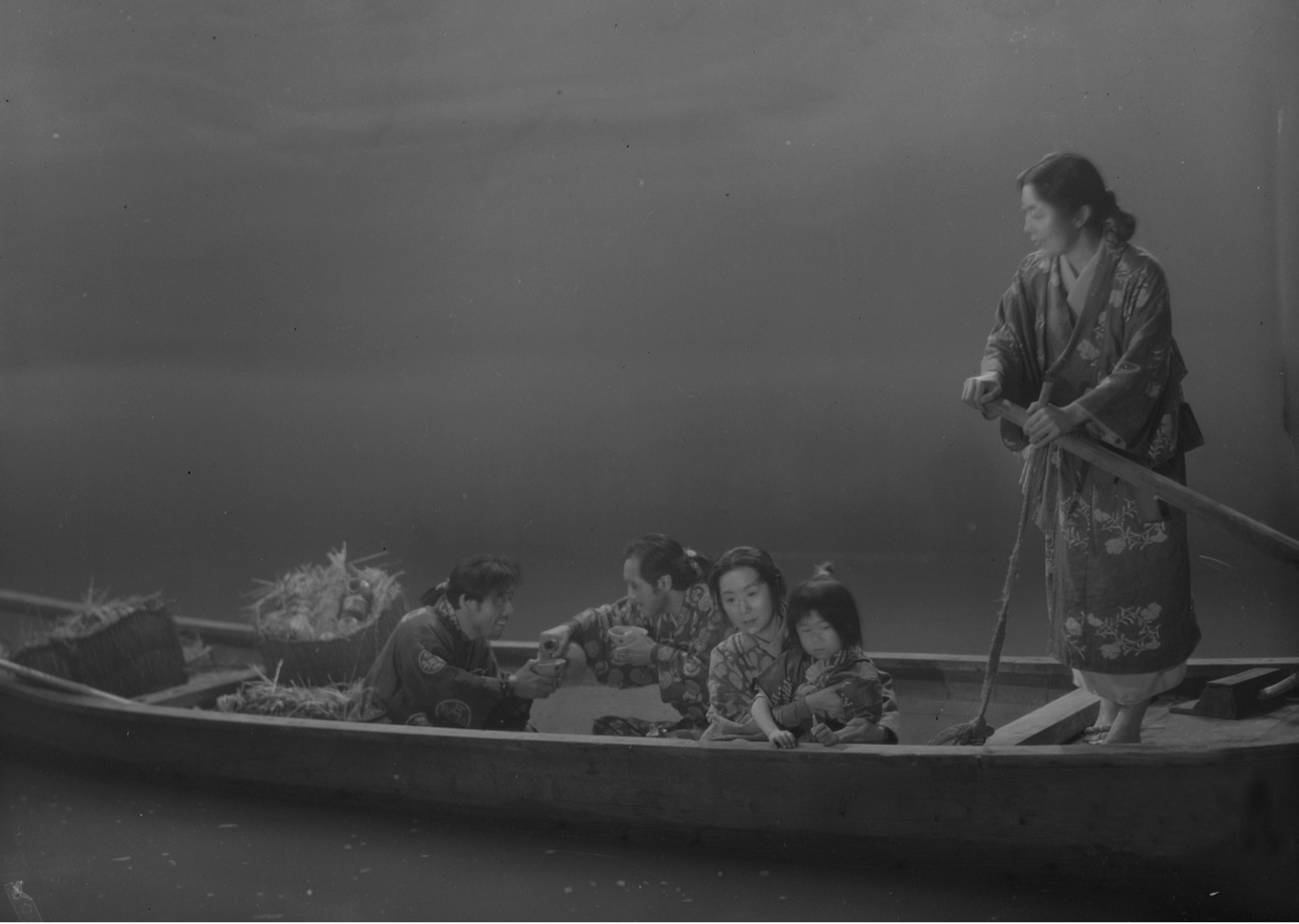
de g.à d. : Eitarō Ozawa, Masayuki Mori, Kinuyo Tanaka et Mitsuko Mito.

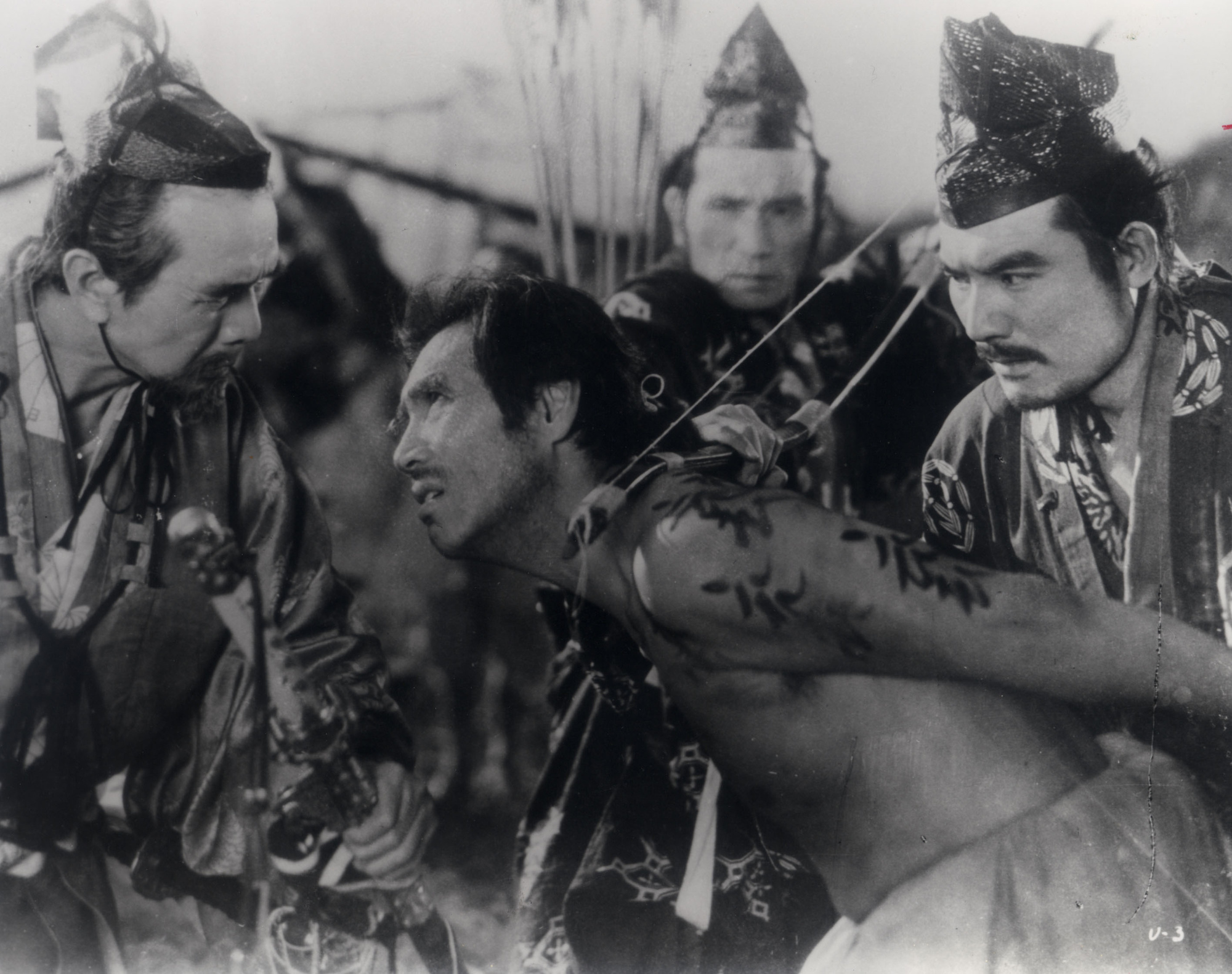
Scène du film avec Masayuki Mori (au centre).

- Titre : Les Contes de la lune vague après la pluie
- Titre original : 雨月物語 (Ugetsu monogatari?)
- Réalisation : Kenji Mizoguchi
- Assistant réalisateur : Tokuzō Tanaka
- Scénario : Yoshikata Yoda, Matsutarō Kawaguchi, Kenji Mizoguchi
- Adaptation : d'après deux récits des Contes de pluie et de lune d'Ueda Akinari, d'une nouvelle de Guy de Maupassant ainsi que d'une idée de Hisakazu Tsuji
- Photographie : Kazuo Miyagawa
- Montage : Mitsuzō Miyata
- Décors : Kisaku Itō (ja)
- Ingénieurs du son : Iwao Ōtani (ja), Akira Suzuki
- Musique : Fumio Hayasaka, Tamekichi Mochizuki et Ichirō Saitō
- Chorégraphie : Kinshichi Kodera
- Costumes : Tadaoto Kainoshō et Shima Yoshizane
- Maquillage : Yoshiya Fukuyama
- Producteur : Masaichi Nagata
- Directeur de production : Kazuhiko Ōhashi
- Société de production : Daiei
- Sociétés de distribution :
  - Japon : Daiei
  - France : NEF Diffusion (1978), Capriici/Les Bookmakers (2019)[1]
- Pays d'origine :  Japon
- Langue originale : japonais
- Format : noir et blanc — 1,37:1 — 35 mm — son mono (Western Electric Recording)
- Genres : Drame, historique, guerre et fantastique
- Durée : 97 minutes[2] (métrage : dix bobines — 2 647 m[2])
- Dates de sortie : 
  - Japon : 26 mars 1953[2]
  - France : 18 mars 1959[3]

## Distribution
- Machiko Kyō : Dame Wakasa
- Kinuyo Tanaka : Miyagi
- Mitsuko Mito : Ohama
- Masayuki Mori : Genjūrō
- Eitarō Ozawa : Tōbei
- Ikio Sawamura (ja) : Gen'ichi
- Kikue Mōri : Ukon
- Sugisaku Aoyama (ja) : le vieux prêtre
- Mitsusaburō Ramon (ja) : le capitaine des soldats Tanba
- Ryōsuke Kagawa (ja) : le chef du village
- Kichijirō Ueda : le tenancier de l'échoppe
- Shōzō Nanbu (ja) : le prêtre Shinto
- Ichirō Amano : le batelier

## Production

### Développement

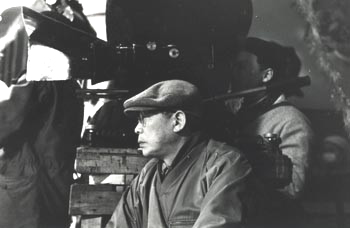
Le réalisateur Kenji Mizoguchi fait des effets de la guerre un thème majeur de son film.

Après le succès de son film précédent La Vie d'O'Haru femme galante (1952), Mizoguchi se voit offrir la réalisation d'un film par son vieil ami Masaichi Nagata aux studios Daiei Film. L'accord lui promet un contrôle artistique complet et un budget important. Malgré cela, Mizoguchi est finalement contraint de réaliser une fin moins pessimiste pour le film. Le scénariste de Mizoguchi et collaborateur de longue date Yoshikata Yoda déclare que, à l'origine, Mizoguchi n'envisageait pas de réaliser un film anti-guerre, souhaitant plutôt capturer les sensations et la lucidité du livre d'Ueda Contes de pluie et de lune.
Mizoguchi base son film sur deux histoires du livre d'Ueda, La maison dans le fourré (Asaji ga Yado) et La convoitise du serpent blanc (Jasei no In),. Cette dernière parle d'un démon qui apparaît sous la forme d'une princesse et tente de séduire un homme. C'est la base de l'intrigue dans laquelle Dame Wakasa séduit Genjūrō. La maison dans le fourré donne au film sa fin, dans laquelle le protagoniste rentre chez lui après une longue absence, pour rencontrer l'esprit de sa femme perdue. Le film se déroule au XVIe siècle, bien que La maison dans le fourré se déroule au XVe siècle et La convoitise du serpent blanc dans une période antérieure,. D'autres inspirations pour le scénario du film incluent Décoré ! de Guy de Maupassant,. Cette histoire fournit une base pour la sous-intrigue de Tōbei. Dans la nouvelle, le protagoniste reçoit la Légion d'honneur en ignorant l'adultère de sa femme avec un membre de la Légion. De même, Tōbei devient un samouraï alors que sa femme devient une prostituée.
Malgré les intentions initiales, à mesure que le film se développe, Yoda déclare que des messages anti-guerre, en particulier sur la manière dont la guerre fait souffrir les femmes, continuent de surgir et deviennent rapidement le thème le plus prédominant. Pendant l'écriture du scénario, Mizoguchi dit à Yoda : « Que la guerre soit déclenchée par les motivations personnelles du souverain ou par une préoccupation publique, la violence, déguisée en guerre, opprime et tourmente le peuple à la fois physiquement et spirituellement. [...] Je veux insister sur ce point comme thème principal du film ». Pendant le tournage, Yoda réécrit et révise constamment les scènes en raison du perfectionnisme de Mizoguchi.

### Distribution
Le film est la deuxième collaboration de Machiko Kyō avec Mizoguchi, car elle avait un petit rôle dans Trois Générations de Danjurō (1944). Elle a collaboré beaucoup plus fréquemment avec Masayuki Mori. Dans le rôle de Dame Wakasa, le costume de Kyō est modelé sur la mode d'avant la période Edo et son visage est conçu pour ressembler à un masque courant dans le théâtre nō. Ainsi, ses sourcils sont stylisés en utilisant une pratique connue sous le nom de hikimayu (en).
Kinuyo Tanaka, qui joue Miyagi, trouve la scène où elle est un fantôme la plus stressante, car elle doit jouer un fantôme et apparaître comme une véritable épouse en même temps. Après les répétitions et le tournage, Mizoguchi allume une cigarette pour Mori, indiquant son rare degré de satisfaction avec la scène. Eitarō Ozawa, qui joue Tōbei, déclare que les acteurs répètent fréquemment seuls, ou avec le directeur de la photographie, tandis que Mizoguchi est volontairement absent pendant ces préparations.

### Tournage

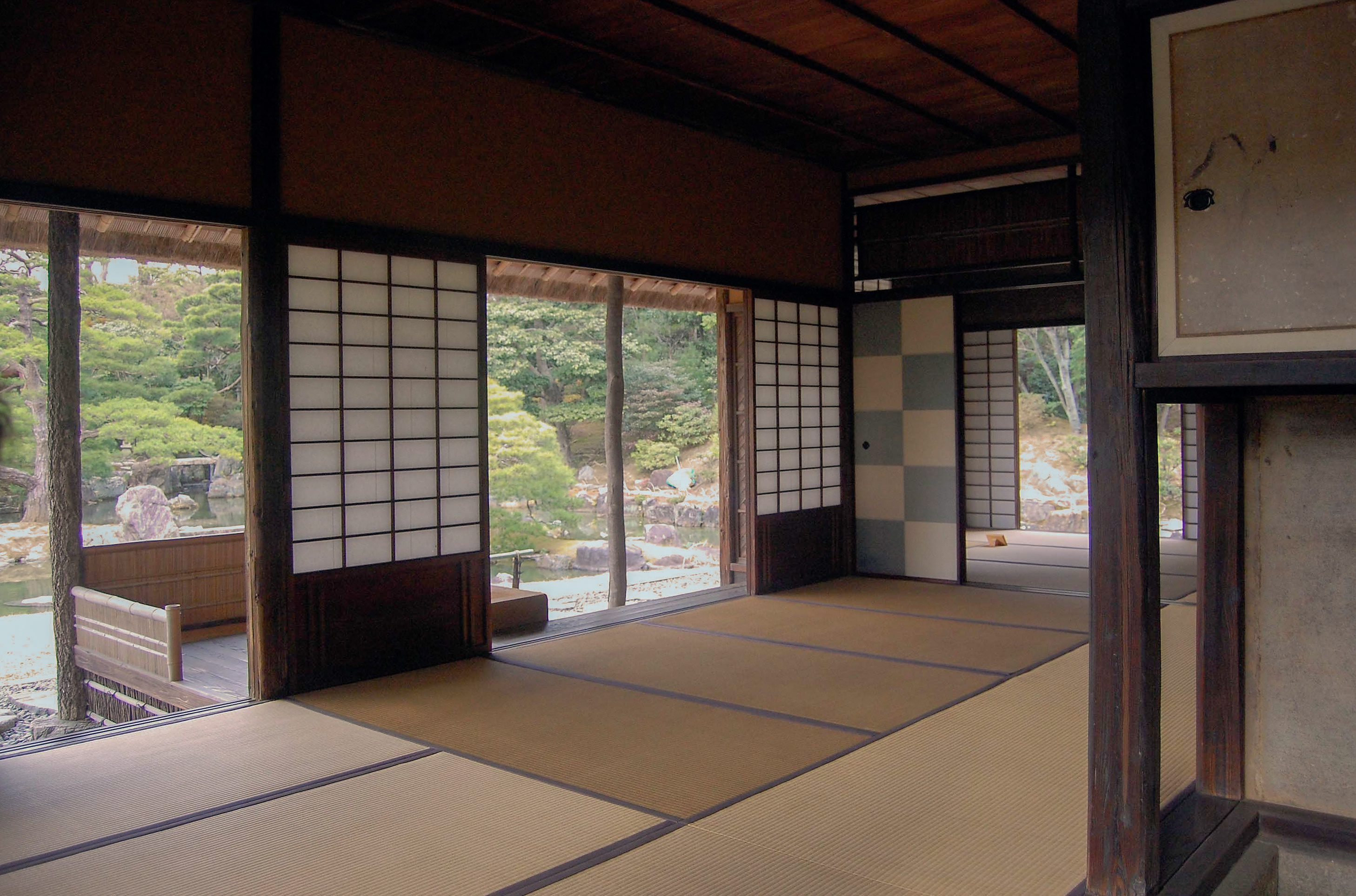
La villa impériale de Katsura sert de décor à la demeure de Katsuki.

Mizoguchi dit à son directeur de la photographie Kazuo Miyagawa qu'il veut que le film « se déroule sans heurts comme une peinture sur rouleau ». L'école du Sud de la peinture chinoise inspire particulièrement les cinéastes. Le film est salué pour sa photographie, comme le plan d'ouverture et la scène où Genjūrō et Dame Wakasa font l'amour près d'un ruisseau et la caméra suit le flux de l'eau au lieu de s'attarder sur les deux amants. Mizoguchi ne manipule jamais personnellement la caméra et ne participe pas à la planification de l'éclairage de son film. Pour obtenir l'apparence souhaitée par les cinéastes, Miyagawa garde l'éclairage faible et filme aussi près du coucher du soleil que les circonstances le permettent. De nombreux plans sont pris depuis des grues, Miyagawa affirmant en 1992 que ces plans constituent 70 % du film.

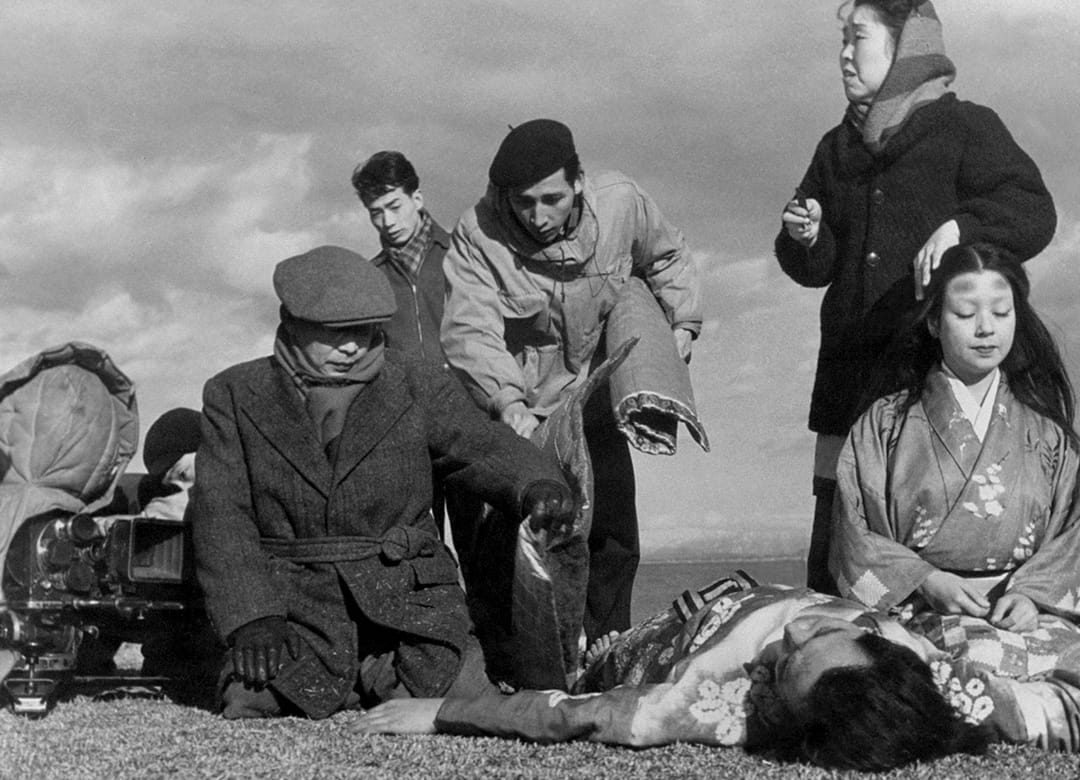
Tournage de Ugetsu.

Miyagawa déclare également que ce film est la seule fois où Mizoguchi le complimente pour son travail de caméra.
Le décor représentant la demeure de Kutsuki est celui de la villa impériale de Katsura à Kyoto. Ces décors sont ornés d'accessoires évoquant les aristocrates de l'ère féodale, comme des kimonos et des armures, personnellement choisis par Mizoguchi. La scène où les protagonistes traversent le lac Biwa en bateau est en fait tournée dans un bassin en studio, avec de la fumée ajoutée. Les assistants réalisateurs doivent pousser le bateau à travers les eaux froides. Miyagawa identifie ceci comme l'une des scènes tournées depuis une grue.

### Musique

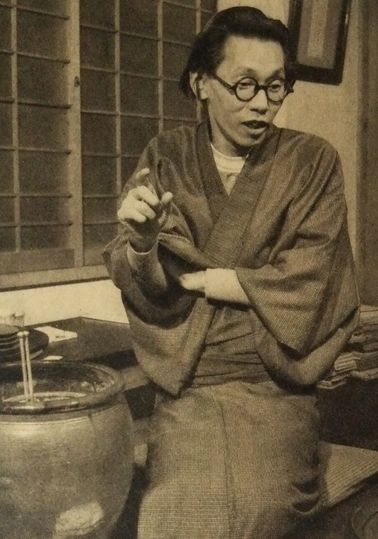
Fumio Hayasaka compose la partition.

Pour la bande originale, Mizoguchi s'appuie sur le compositeur Fumio Hayasaka et les assistants réalisateurs, et n'est pas impliqué dans leur processus créatif. Fumio Hayasaka est un fervent partisan de l'utilisation de la musique japonaise dans les films japonais, bien qu'il incorpore également plusieurs éléments de la musique occidentale. Pour Les Contes de la lune vague après la pluie, il utilise de la musique geza, courante dans le théâtre kabuki. Des compositeurs supplémentaires, non crédités, sont Ichirō Saitō et Tamekichi Mochizuki, dont la musique est mélangée avec celle de Hayasaka, et peut fournir une musique précise reflétant la période.
La partition utilise des tambours, des flûtes et des chants. Les sons du film incluent également des cloches entendues dans des endroits improbables. Il y a une utilisation significative de la harpe, restreinte à la présence du surnaturel.

## Thèmes
Selon la professeure Martha P. Nochimson, une interprétation courante du film est que Mizoguchi a remanié les histoires de Contes de pluie et de lune pour exprimer des regrets sur l'extrémisme pro-guerre ayant conduit à la Seconde Guerre mondiale, Mizoguchi ayant personnellement réalisé le film de propagande pro-guerre La Vengeance des 47 rōnin en 1941. Ces réflexions sur le militarisme, la cupidité et l'arrogance ont résonné chez le public non seulement au Japon mais dans le monde entier à la suite de la guerre. L'intrigue secondaire de Tōbei et Ohama reflète particulièrement les femmes de réconfort, qui ont été transformées en prostituées par l'armée impériale japonaise. Mizoguchi a lutté avec les studios Daiei pour donner à l'intrigue secondaire une fin plus malheureuse que celle qui apparaît dans le film, en ligne avec les expériences réelles des femmes de réconfort après la guerre. L'intrigue secondaire de Tōbei révèle que l'erreur de la guerre peut aussi être une « tragicomédie ».
Selon le critique britannique Tony Rayns (en), la présentation du film de la vanité d'un homme, négligeant sa famille, est une critique des hommes historiques dans la culture féodale japonaise. Dans sa relation avec Dame Wakasa, Genjūrō est insignifiant et est séduit par quelque chose de plus grand, qu'il ne peut jamais comprendre. Cependant, en négligeant sa famille, Genjūrō a échoué à apprécier qu'il a déjà été béni avec une bonne vie, et dans l'intrigue, la perd.
En tant qu'histoire de fantômes, le film explore une relation entre un esprit et une personne vivante, qui va à l'encontre de la nature et mènera à la mort de la personne. Bien que les fantômes ne soient pas mentionnés dans les parties initiales du film, l'écrivain japonais Kazushi Hosaka a déclaré que Mizoguchi l'a préfiguré en utilisant le décor, qui suggère un détachement de la vie réelle. La scène où les protagonistes traversent le lac Biwa en est un exemple, étant donné les brouillards qui éloignent le film du genre jidai-geki. Le professeur Robin Wood (en) soutient que la représentation du film du personnage principal fantôme évolue du simple démon de La convoitise du serpent blanc vers la plus humaine et tragique Dame Wakasa, et cela rend l'histoire plus complexe. Wood affirme également que la combinaison de l'histoire avec La maison dans le fourré, en combinant le protagoniste masculin de chaque conte en un seul personnage, Genjūrō, relie également le personnage démon et l'épouse fantôme. Dame Wakasa et Miyagi sont toutes deux tuées par une société dominée par les hommes, et toutes deux sont lésées par Genjūrō. Wood pense que Les Contes de la lune vague après la pluie peut être considéré comme un film féministe pour son exploration de l'impact négatif d'un patriarcat.
La poterie de Genjūrō est également un thème majeur du film. Le professeur Wood soutient que sa poterie évolue en trois phases, reflétant l'approche changeante de Mizoguchi en matière de réalisation de films. Genjūrō commence par fabriquer la poterie pour des raisons commerciales, passe à une esthétique pure pendant son isolement avec Dame Wakasa, et finit par adopter un style qui reflète la vie et s'efforce de la comprendre.

## Sortie
Les Contes de la lune vague après la pluie est sorti au Japon le 26 mars 1953. Il a été présenté au Mostra de Venise 1953. Accompagné de Yoda et de Kinuyo Tanaka, Mizoguchi a effectué son premier voyage hors du Japon pour assister au festival. Il a passé la majeure partie de son temps en Italie dans sa chambre d'hôtel à prier devant un rouleau avec un portrait de Kannon pour la victoire. Pendant son séjour à Venise, il a rencontré le réalisateur William Wyler, dont le film Vacances romaines était également en compétition au festival et était pressenti pour remporter le Lion d'argent du meilleur réalisateur. Le film sort à New York le 7 septembre 1954, avec le titre en anglais Ugetsu étant une abréviation de Ugetsu Monogatari, le titre japonais, tiré du livre d'Ueda. Il est distribué ailleurs aux États-Unis par Harrison Pictures sous le titre Tales of Ugetsu le 20 septembre 1954.
En septembre 2006, le Film Forum a projeté le film à New York City pendant six jours, inaugurant un hommage à Mizoguchi. Une restauration 4K a également été projetée dans le cadre de la section Cannes Classics du Festival de Cannes 2016, au Il cinema ritrovato à Bologne,, et au Festival du film de New York 2016. La restauration « a été entreprise par The Film Foundation et Kadokawa Corporation chez Cineric Laboratories à New York ».

### Vidéo
Les Contes de la lune vague après la pluie est édité en VHS par Home Vision Entertainment, avec des sous-titres en anglais. Le film est édité sur LaserDisc aux États-Unis par Voyager Company le 24 novembre 1993. Le 8 novembre 2005, le film devient disponible pour la première fois sur DVD Région 1 lorsque The Criterion Collection sort une édition de deux disques du film, qui inclut de nombreux bonus tels qu'un documentaire de 150 minutes sur Mizoguchi, Kenji Mizoguchi ou la vie d'un artiste, réalisé par Kaneto Shindō. Le coffret inclut également un livret avec un essai de Keiko I. McDonald, l'auteure de Mizoguchi et monteuse des Contes de la lune vague après la pluie, et les trois nouvelles dont le film s'inspire. Le film est édité sur Blu-Ray par The Criterion Collection quelques années plus tard, avec toutes les fonctionnalités incluses.
En avril 2008, Les Contes de la lune vague après la pluie est édité au Royaume-Uni sur DVD Région 2 par Eureka Entertainment dans le cadre de leur série Masters of Cinema (en). L'édition spéciale de deux disques contenant de nouveaux transferts est publiée dans un double pack qui le jumelle avec le film de Mizoguchi Miss Oyu (1951). Cette édition britannique est éditée sur Blu-ray le 23 avril 2012.

## Accueil

### Critique
Les Contes de la lune vague après la pluie est souvent considéré comme un chef-d'œuvre du cinéma japonais et une œuvre capitale de l'âge d'or du cinéma japonais. C'est l'un des nombreux films qui sont probablement plus populaires dans les pays occidentaux qu'au Japon. L'historien du cinéma japonais Tadao Satō a remarqué que bien que ce film, ainsi que d'autres œuvres de Mizoguchi de la même période comme Les Amants crucifiés et L'Intendant Sansho, n'était probablement pas destiné spécifiquement à être vendu aux Occidentaux comme une œuvre « exotique », il était perçu par les dirigeants des studios comme le genre de film qui ne ferait pas nécessairement de profit dans les cinémas japonais mais qui remporterait des prix dans les festivals de cinéma internationaux.
Le film est immédiatement populaire dans les pays occidentaux et est saluée par des critiques de cinéma comme Lindsay Anderson et Donald Richie. Richie le qualifie de « l'un des films les plus parfaits de l'histoire du cinéma japonais » et loue particulièrement la beauté et la moralité des plans d'ouverture et de fermeture du film. Il analyse comment le film commence par « un long panorama » et des plans allant d'un lac à la rive et au village. Il juge que la fin, avec son « panorama incliné vers le haut » de la tombe vers le ciel, reflète le début. Bosley Crowther, dans le New York Times, écrit que le film a « une qualité étrangement obscure, inférentielle, presque délibérément perplexe ». La critique de Variety salue les visuels du film pour leur ressemblance avec les estampes japonaises, les costumes et la conception des décors, ainsi que les performances de Masayuki Mori et Machiko Kyō.

Le film apparaît dans le top 10 du sondage des critiques du magazine Sight & Sound des plus grands films jamais réalisés, qui a lieu une fois par décennie, en 1962 et 1972,. Dans le sondage de 2012 de Sight & Sound, il est élu 50e plus grand film de tous les temps. Les Contes de la lune vague après la pluie a actuellement une note d'approbation de 100 % sur Rotten Tomatoes, basée sur 30 critiques, avec une moyenne pondérée de 9,40/10. Le consensus critique du site déclare : « Avec ses thèmes provocateurs, son atmosphère riche et sa direction brillante, le Ugetsu monogatari de Kenji Mizoguchi est un classique incontournable du cinéma mondial ». Roger Ebert ajoute Les Contes de la lune vague après la pluie à sa liste des The Great Movies en 2004, le qualifiant de « l'un des plus grands films de tous les temps », et dit que « À la fin de Ugetsu, conscient que nous avons vu une fable, nous ressentons curieusement aussi comme si nous avions été témoins de vraies vies et destins ». Le réalisateur Martin Scorsese le liste également parmi ses films préférés de tous les temps et l'inclut dans une liste de « 39 films étrangers essentiels pour un jeune cinéaste ». Il est également listé par le réalisateur russe Andreï Tarkovski parmi ses dix films préférés. Dans sa critique publiée en 1954, le New York Times trouve le film exigeant et estime que le public américain aura des difficultés à le comprendre. 

« Eisenstein admirait dans le théâtre kabuki la cohésion des sensations visuelles, auditives, spatiales, créant une immense et complète provocation du cerveau humain. Les Contes de la lune vague en est la sublime illustration. »

— André Bazin, in Claude Beylie, Les films clés du cinéma, Bordas, 1987,  (ISBN 2-04-016356-5)
Dans 5001 Nights at the Movies (en), la critique de cinéma Pauline Kael le trouve « subtil, violent mais magique », et qualifie Les Contes de la lune vague après la pluie de « l'un des films japonais les plus étonnants qui ont été projetés dans les cinémas d'art américains ». En 2000, le journal The Village Voice classe le film 29e sur leur liste des 100 meilleurs films du XXe siècle.

### Distinctions
Les Contes de la lune vague après la pluie remporte le Lion d'argent du meilleur réalisateur à la Mostra de Venise 1953. La veille, Mizoguchi, croyant que si le film ne remportait pas de prix, la honte l'empêcherait de retourner au Japon, reste dans sa chambre d'hôtel et prie. Au Japon, il est classé troisième dans le dix meilleurs films japonais de 1953 de Kinema Junpō et remporte deux récompenses aux 8e prix du film Mainichi.
| Prix                     | Date de cérémonie        | Catégorie                                     | Récipiendaire(s)                           | Issue      | Référence(s) |
| ------------------------ | ------------------------ | --------------------------------------------- | ------------------------------------------ | ---------- | ------------ |
| Oscars                   | 21 mars 1956             | Meilleure création de costumes, noir et blanc | Tadaoto Kainoshō                           | Nomination | [ 70 ]       |
| Prix Kinema Junpō        | 1953                     | Dix meilleurs films                           | Les Contes de la lune vague après la pluie | Lauréat    | [ 68 ]       |
| Prix du film Mainichi    | 1953                     | Meilleur son                                  | Iwao Ōtani (en)                            | Lauréat    | [ 71 ]       |
| Prix du film Mainichi    | 1953                     | Meilleure direction artistique                | Kisaku Itō (en)                            | Lauréat    | [ 71 ]       |
| Ministère de l'Éducation | 1953                     | Photographie                                  | Kazuo Miyagawa                             | Lauréat    | [ 18 ]       |
| Mostra de Venise         | 20 août-4 septembre 1953 | Lion d'argent                                 | Kenji Mizoguchi                            | Lauréat    | ,            |
| Mostra de Venise         | 20 août-4 septembre 1953 | Prix Pasinetti                                | Kenji Mizoguchi                            | Lauréat    | ,            |

## Postérité
Avec le film Rashōmon (1950) d'Akira Kurosawa, Les Contes de la lune vague après la pluie est crédité d'avoir popularisé le cinéma japonais en Occident,. Le film, ainsi que Voyage à Tokyo de Yasujirō Ozu, sorti la même année, créent particulièrement une prise de conscience des autres réalisateurs japonais. Mizoguchi cimente sa réputation parmi les cinéphiles en Europe avec son film L'Intendant Sansho (1954). Les Contes de la lune vague après la pluie et L'Intendant Sansho ont un impact sur les réalisateurs de la Nouvelle Vague Jean-Luc Godard et François Truffaut, ainsi que sur le réalisateur américain Paul Schrader, qui sollicite Kazuo Miyagawa pour des conseils sur le film Mishima (1985).